# Пионер (программа)

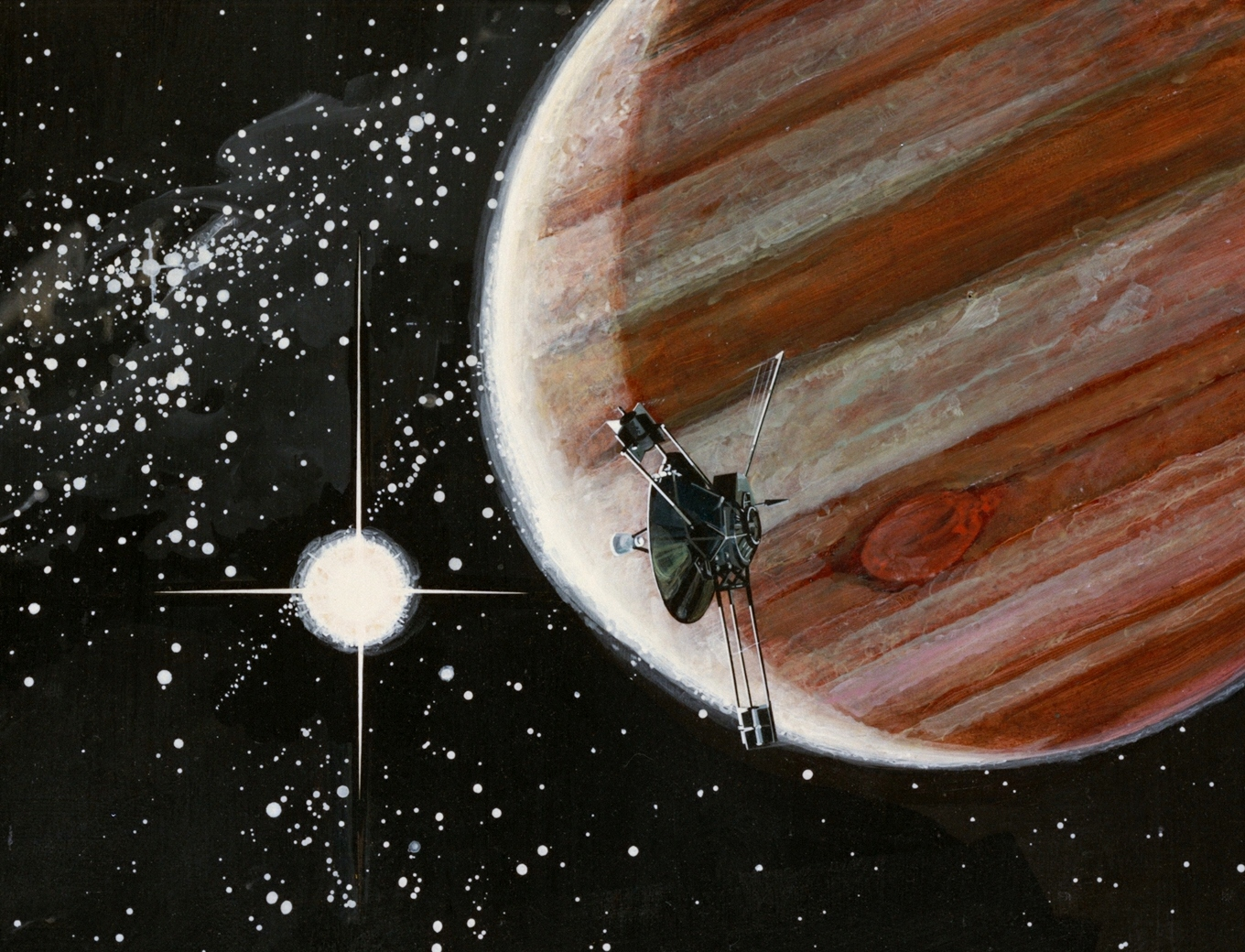
КА «Пионер» на фоне Юпитера (художественная иллюстрация).

Программа «Пионер» (англ. Pioneer program) — американская программа исследования межпланетного пространства и нескольких небесных тел. В рамках программы было запущено несколько автоматических межпланетных станций, из которых наиболее примечательными были «Пионер-10» и «Пионер-11», впервые достигшие двух из внешних планет Солнечной системы (Юпитер и Сатурн) и покинувшие её. Запуск космических кораблей серии «Пионер» начался в 1958 году.
Космические аппараты серии «Пионер» были различны по устройству, так как предназначались для разных миссий.
В честь программы названа Земля Пионера на Плутоне.

## Исследования Луны
Научная цель запуска первых трёх кораблей серии состояла в изучении Луны и фотографировании её обратной стороны.
- «Пионер-0» — попытка запуска 17 августа 1958 года (неудачная — ракета-носитель взорвалась при взлёте).
- «Пионер-1» — запуск 11 октября 1958 года. Это была траектория сближения, без использования старта с орбиты[1]:201. Из-за недобора скорости аппарат вернулся на Землю, пролетев только треть расстояния до Луны, и сгорел в атмосфере.
- «Пионер-2» — запуск 8 ноября 1958 года. Летел по траектории сближения, без использования старта с орбиты[1]:201. Из-за неисправности третьей ступени аппарат вернулся на Землю.

Миссией следующих двух аппаратов было изучение Луны с пролётной траектории:
- «Пионер-3» — запущен 6 декабря 1958 года. Полёт проходил по траектории сближения, без использования старта с орбиты[1]:201. Из-за недобора скорости не достиг Луны, максимальное удаление от Земли составило 102 320 км. В ходе полёта обнаружил второй радиационный пояс Земли. Сгорел в верхних слоях атмосферы через день после запуска.
- «Пионер-4» — запущен 3 марта 1959. Аппарат аналогичен «Пионеру-3». Исследовал радиационную обстановку около Луны с пролётной траектории. Минимальное расстояние до Луны составило 60 050 км, что не позволило задействовать фотоэлектрический сенсор и получить фотографии. После пролёта Луны вышел на гелиоцентрическую орбиту, став первым американским аппаратом, развившим вторую космическую скорость.

Далее НАСА поставило задачу вывести аппараты на окололунную орбиту, получить телеизображения Луны и измерить её магнитное поле. Были построены более усовершенствованные зонды нового поколения, но следующие четыре запуска были неудачными. Аппараты индексов не получили.
- «Пионер П-1» — попытка запуска 24 сентября 1959 года.
- «Пионер П-3» — попытка запуска 26 ноября 1959 года. Аппарат упал в Атлантический океан из-за разрушения обтекателя ракеты-носителя[2].
- «Пионер П-30» — попытка запуска 25 сентября 1960 года. Отказ второй ступени ракеты-носителя.
- «Пионер П-31» — попытка запуска 15 декабря 1960 года. Ракета-носитель взорвалась на 68-й секунде полёта на высоте 13 км.

Запуски первых аппаратов серии «Пионер» к Луне оказались не слишком удачными, и дальнейшее изучение спутника нашей планеты продолжили аппараты серий «Сервейер» и «Лунар орбитер».

## Исследования межпланетного пространства

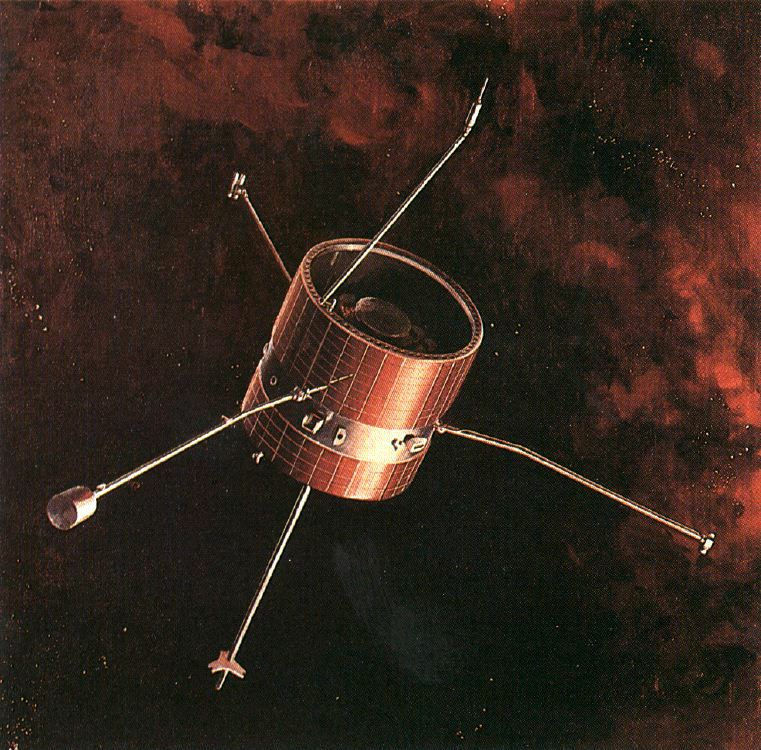
КА «Пионер-6».

Следующие «Пионеры» обладали удивительным долголетием (так, с аппаратом «Пионер-6» поддерживалась связь до 2000 года, после чего сеансы были прекращены из финансовых соображений). Аппараты «Пионер-5» — «Пионер-9» изучали природу возникновения солнечного ветра, космические лучи, магнитное поле Земли.
- «Пионер-5» — запущен 11 марта 1960 года. Занимался исследованиями межпланетного пространства между орбитами Земли и Венеры на расстоянии свыше 100 000 км от Земли. В частности, впервые были проведены измерения космических лучей в условиях, полностью свободных от влияния атмосферы Земли.
- «Пионер-6» («Пионер A») — стартовал 16 декабря 1965 года. Кроме основных измерений, в 1973 году исследовал комету Когоутека. «Пионер-6» поставил рекорд долгожительства среди космических аппаратов — последний сеанс связи с ним был проведён в 2000 году. Связь с аппаратом поддерживалась до середины 1990-х годов, в декабре 2000 года с «Пионером-6» был проведён успешный сеанс связи в честь 35-летия его запуска.
- «Пионер-7» («Пионер B») — запущен 17 августа 1966 года. Искал следы атмосферы Луны. Кроме того, это американский зонд, максимально приблизившийся к комете Галлея. Связь поддерживалась до середины 1990-х годов.
- «Пионер-8» («Пионер C») — запущен 13 декабря 1967. Дополнительно занимался изучением слабых магнитных полей. Связь поддерживалась до середины 1990-х годов.
- «Пионер-9» («Пионер D») — стартовал 8 ноября 1968 года. Был работоспособен до 1983 года.
- «Пионер E» — попытка запуска 27 августа 1969 года. Из-за неисправности ракеты-носителя зонд упал в Атлантический океан.

## Изучение дальнего космоса

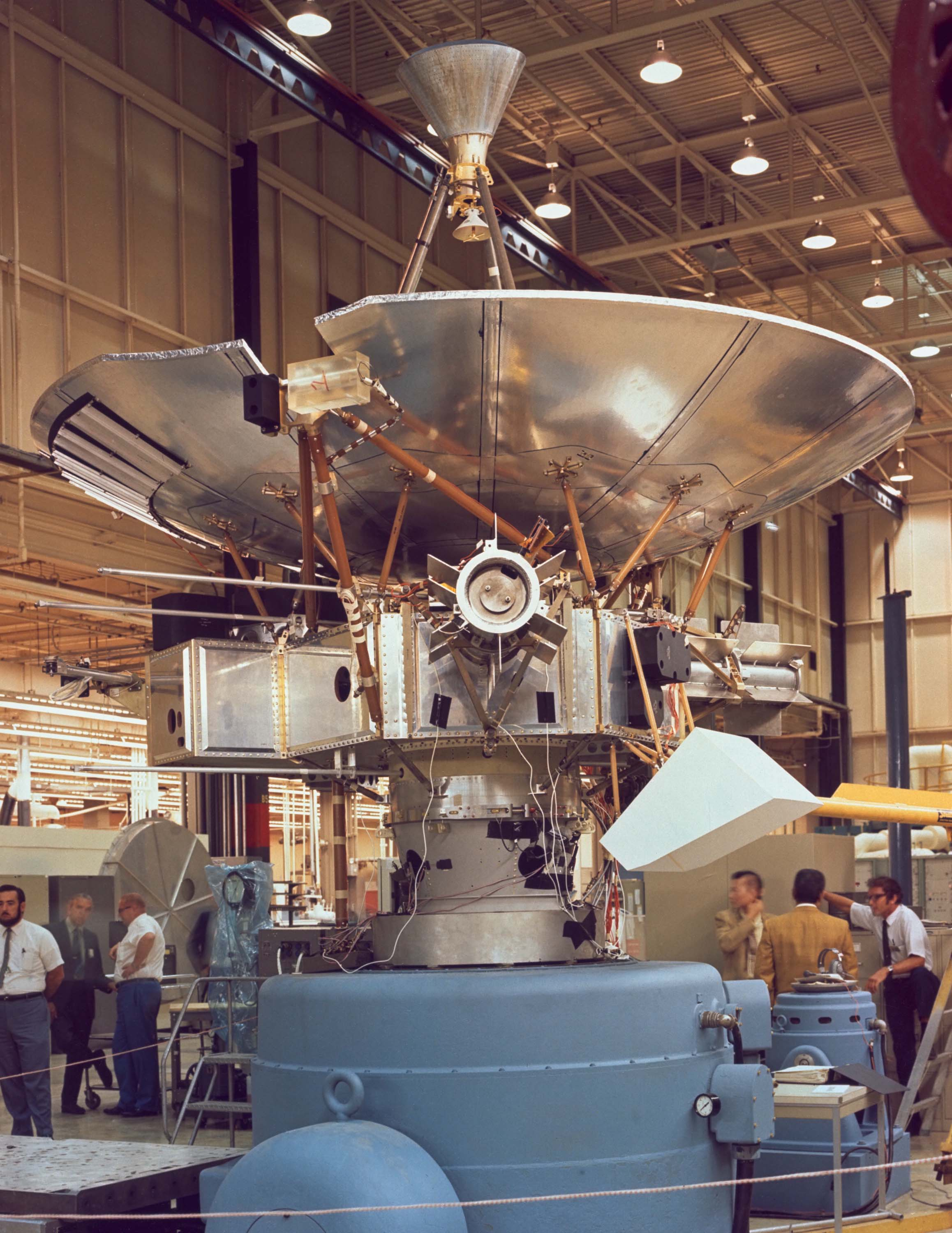
КА «Пионер-10» в процессе сборки.

Аппараты «Пионер-10» (стартовал в марте 1972 года) и «Пионер-11» (стартовал в апреле 1973 года) — это самые известные аппараты серии. Они первыми достигли третьей космической скорости, пересекли пояс астероидов и исследовали дальний космос.
«Пионер-10» пролетел мимо Юпитера в декабре 1973 года. Основной его задачей было изучение условий в окрестностях Юпитера и получение фотографий планеты. Последний сигнал от «Пионера-10» был получен 23 января 2003 года.
«Пионер-11» миновал Юпитер в 1974 году и продолжил полет. В 1979 году он достиг Сатурна. В сентябре 1995 года контакт с аппаратом был потерян.
В 1978 году в космос отправились последние два зонда серии «Пионер». Это были зонды для исследования Венеры — «Пионер-Венера-1» и «Пионер-Венера-2».